# 丽图帕尔纳·达斯
丽图帕尔纳·达斯（英語：Rituparna Das，1996年10月2日—），印度女子羽毛球運動員。

## 簡歷
2016年9月，丽图帕尔纳·达斯出戰波蘭羽毛球公開賽，贏得女子單打比賽冠軍；同年11月，她又在印度羽毛球國際系列賽贏得女單冠軍。
2017年8月，达斯參加蘇格蘭格拉斯哥舉行的世界羽毛球錦標賽，出戰女子單打項目。她在首圈因為芬蘭選手艾里·米凯拉中途退出而晉級，但在第二圈就以0比2（16-21、13-21）不敵16號種子、蘇格蘭的克里斯蒂·吉尔莫出局。

## 主要比賽成績
只列出曾進入準決賽的國際賽事成績：
| 年份   | 賽事                   | 公開賽級別 | 項目     | 成績   |
| ------ | ---------------------- | ---------- | -------- | ------ |
| 2014年 | 巴林羽毛球國際挑戰賽   | 國際挑戰賽 | 女子單打 | 準決賽 |
| 2016年 | 波蘭羽毛球公開賽       | 國際挑戰賽 | 女子單打 | 冠軍   |
| 2016年 | 布拉格羽毛球公開賽     | 國際挑戰賽 | 女子單打 | 準決賽 |
| 2016年 | 印度羽毛球國際系列賽   | 國際系列賽 | 女子單打 | 冠軍   |
| 2016年 | 孟加拉羽毛球國際挑戰賽 | 國際挑戰賽 | 女子單打 | 準決賽 |
| 2018年 | 比利時羽毛球國際賽     | 國際挑戰賽 | 女子單打 | 亞軍   |
| 2018年 | 波蘭羽毛球國際賽       | 國際系列賽 | 女子單打 | 冠軍   |
| 2019年 | 杜拜羽毛球國際挑戰賽   | 國際挑戰賽 | 女子單打 | 亞軍   |
| 2019年 | 賽義德·莫迪羽毛球國際  | 超級300賽  | 女子單打 | 準決賽 |
| 2019年 | 意大利羽毛球國際賽     | 國際挑戰賽 | 女子單打 | 亞軍   |
| 2022年 | 印度羽毛球國際挑戰賽   | 國際挑戰賽 | 女子單打 | 準決賽 |

| 2007-2017年 | 首要超級賽 | 超級賽 | 黃金大獎賽 | 大獎賽 | 國際挑戰賽 | 國際系列賽 | 未來系列賽 | 其他 |

| 2018-2026年 | 總決賽 | 超級1000賽 | 超級750賽 | 超級500賽 | 超級300賽 | 超級100賽 | 國際挑戰賽 | 國際系列賽 | 未來系列賽 | 其他 |

### 奧運會和世錦賽參賽紀錄
|          | 2017 |
| -------- | ---- |
| 女子單打 | 32強 |